# Dwayne Washington (fútbol americano)
Dwayne Washington (Lakewood, California, 24 de abril de 1994) es un jugador profesional estadounidense de fútbol americano que se desempeña en la posición de running back en Denver Broncos, equipo de la National Football League (NFL).

## Carrera
Fue seleccionado en la séptima ronda en la Reunión Anual de Selección de Jugadores de la NFL de 2016. Hizo su debut profesional con el equipo Detroit Lions, en el cual jugó dos temporadas (2016-2018), después pasó a New Orleans Saints (2018-2023), luego a Denver Broncos, donde lleva jugando una temporada.